# 揖斐タクシー
揖斐タクシー（いびタクシー）は岐阜県揖斐川町に本社を置き、タクシー・貸切観光バス・介護タクシーなどを経営する会社。また、旅行業も行っている。

## 概要
1951年（昭和26年）設立。揖斐川町を中心とした西濃地区及び岐阜地区を事業区域とし、「揖斐タク」の愛称でタクシー事業を運営する。
社名表示灯は車体の屋根中央に配置され、黄色の表示灯で黒色の「いび」となっている。

## 営業所の所在地

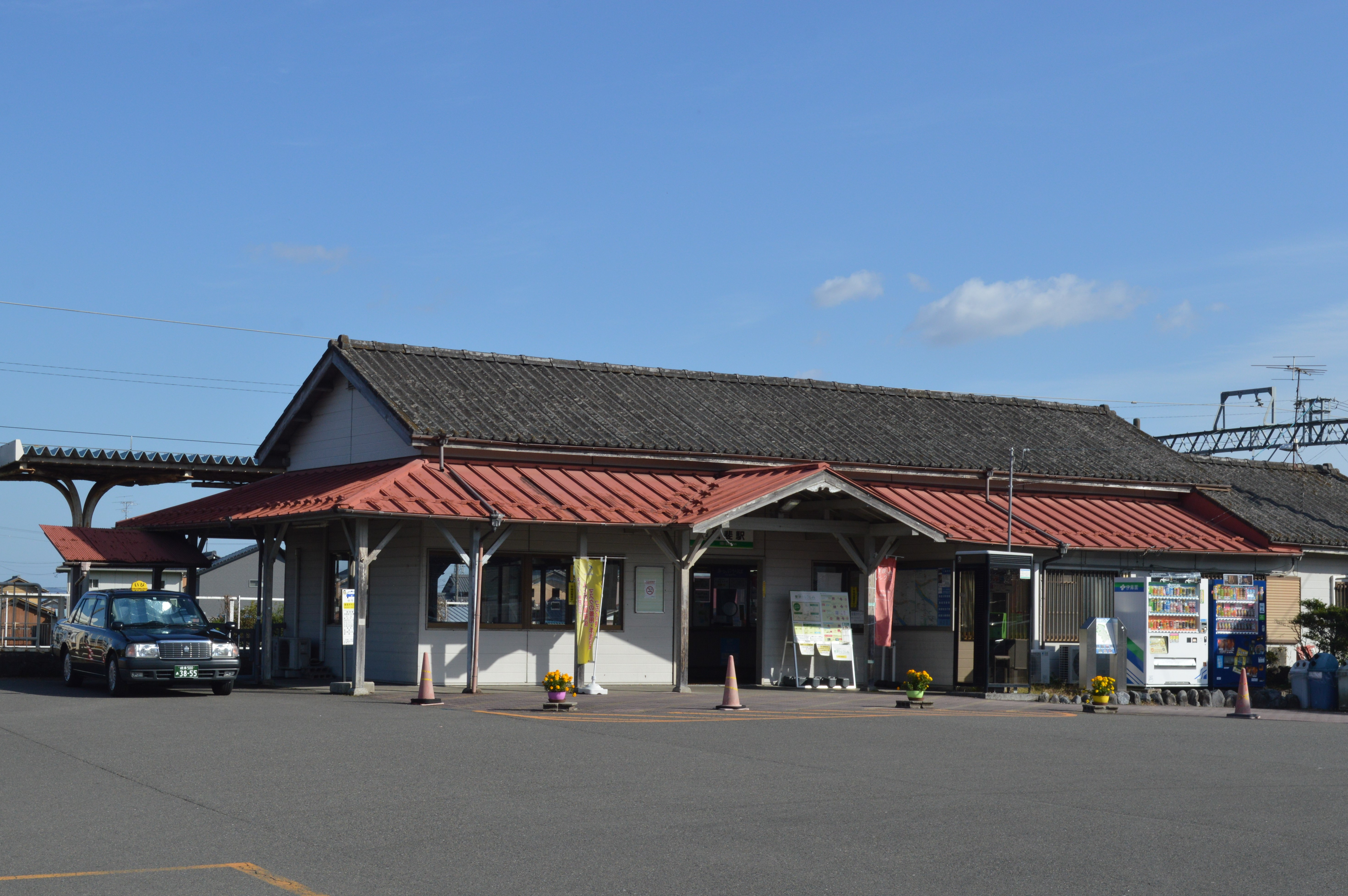
揖斐駅で待機する揖斐タクシーの車両

### 営業所
- 本社営業所 - 岐阜県揖斐郡揖斐川町三輪910番地2
- 大野営業所 - 岐阜県揖斐郡大野町大字132
- 池野営業所（※廃止）- 岐阜県揖斐郡池田町池野203

### 待機所
- 池野待機所（池野配車センター）- 岐阜県揖斐郡池田町池野255-4
- 大野バスセンター待機所 - 岐阜県揖斐郡大野町大野
- 養老鉄道揖斐駅構内待機所 - 岐阜県揖斐郡揖斐川町脛永

## 営業区域
- 岐阜交通圏
  - 岐阜市、羽島市、山県市、瑞穂市、本巣市、各務原市（旧川島町区域のみ）、岐南町、笠松町、北方町
- 大垣交通圏
  - 大垣市、海津市、養老町、垂井町、関ケ原町、神戸町、輪之内町、安八町、揖斐川町、大野町、池田町

## 業務・車両

### 業務内容
- タクシー
- 介護タクシー
- ジャンボタクシー
- 貸切バス
- 観光業

### 車両
令和6年4月1日現在の車両数は以下の通り。
- タクシー - 24台（最古年式平成18年～最新年式令和4年）コンフォート・ジャパンタクシー
- 小型バス - 4両（最古年式平成14年～最新年式平成30年）

## 受託運行事業
- 大野デマンドタクシー

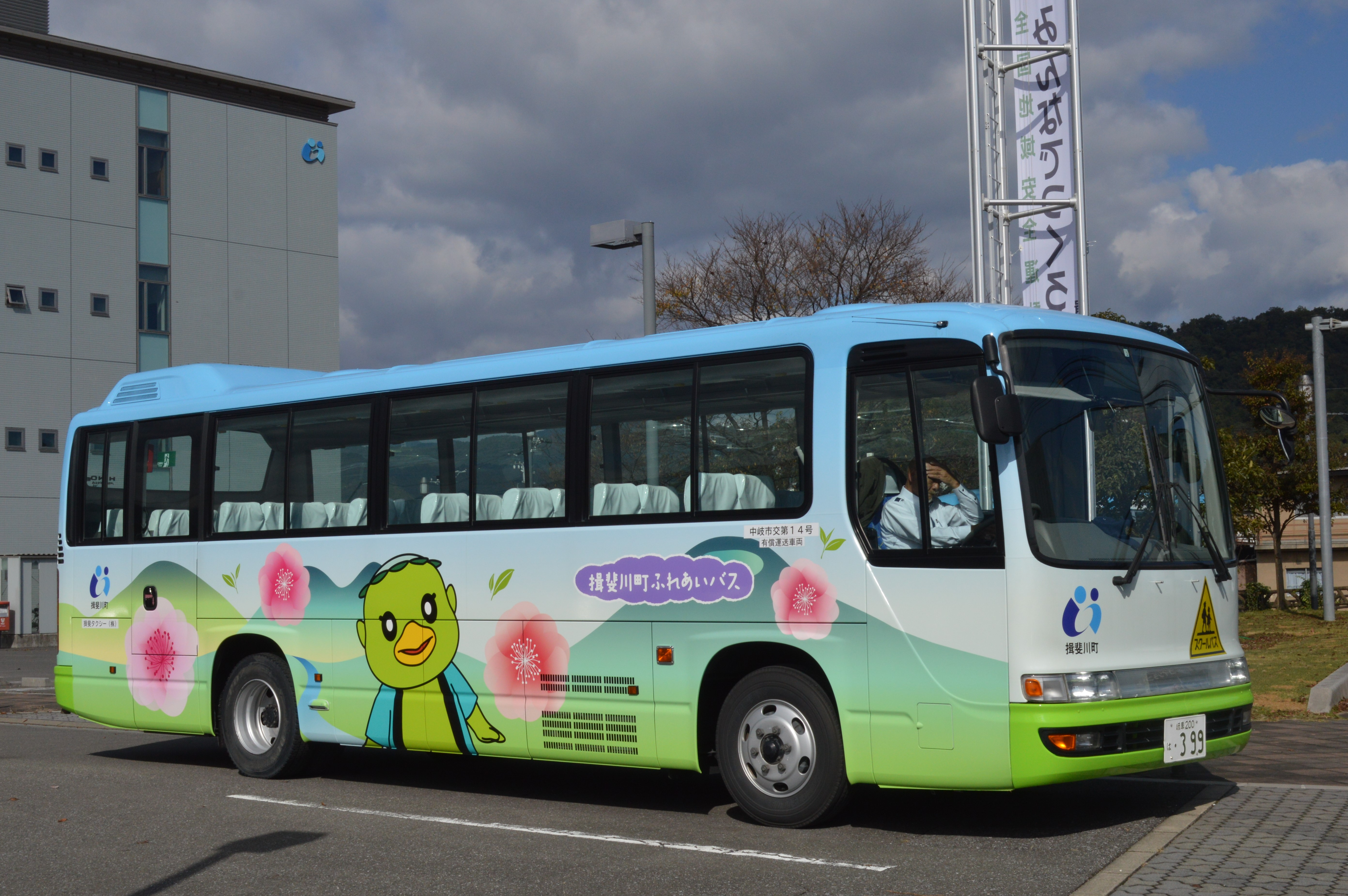
揖斐タクシーが運行する揖斐川町ふれあいバスの車両

- 揖斐川町コミュニティバス -「揖斐川町ふれあいバス」「揖斐川町はなももバス」